# أودي أس6
تعد audi s6 من أفضل السيارات في العالم من حيث الفخامة وهي من أفضل السيارات الألمانية وهذه السيارة ليس من السهل الحصول عليها لعدم توفرها في جميع البلدان وقوة هذة السيارة تصل إلى 435 حصان وتقطع سرعة من 0-100 كم في 5 ثواني تقريبا وهي منافسة لسيارات البي ام دبليو ومرسيدس وفولكس فاجن وتعد هذه السيارة من السيارات العائلية المناسبة من حيث الراحة.